# La Fontaine-Saint-Martin
La Fontaine-Saint-Martin – miejscowość i gmina we Francji, w regionie Kraj Loary, w departamencie Sarthe.
Według danych na rok 1990 gminę zamieszkiwało 447 osób, a gęstość zaludnienia wynosiła 33 osób/km² (wśród 1504 gmin Kraju Loary La Fontaine-Saint-Martin plasuje się na 871. miejscu pod względem liczby ludności, natomiast pod względem powierzchni na miejscu 844.).